# Лікург Спартанський
Лікург (грец. Λυκοῦργος, 800 до н. е.? — 730 до н. е.?) — легендарний законодавець Спарти, впровадив Конституцію держави, відому в усній формі як Велика Ретра.

## Життєпис
Відомості про Лікурга викладені Плутархом у «Порівняльних життєписах», проте уся інформація є дуже суперечливою.
Арістотель вважав, що Лікург був сучасником Іфіта, покликаючись як на доказ на олімпійський диск, який зберігає ім'я Лікурга. Ератосфен і Аполлодор, обчислюючи час за спадкоємністю спартанських царів, роблять висновок, що він жив небагатьма роками раніше першої олімпіади. Тімей припускає, що в Спарті було в різний час два Лікурги, але діяння обох приписані одному, знаменитішому; старший жив незабаром після Гомера, а за іншими відомостями — бачив Гомера на власні очі. До глибокої старовини відносять Лікурга й припущення Ксенофонта, який говорить, що він жив при гераклідах. Правда, гераклідами за походженням були й пізніші зі спартанських царів, але Ксенофонт, імовірно, має на увазі перших гераклідів, найближчих до Геракла.
Більшість письменників висловлюють його Лікурга наступим чином: від Прокла, сина Арістодема, народився Сой, від Соя — Евріпонт, від Евріпонта — Прітаней, від Прітанея — Евном, а Евному перша дружина народила Полідекта, друга ж, Діонасса, Лікурга. За Дієвхидом, Лікург — нащадок Прокла в шостому коліні й Геракла в одинадцятому.
З предків Лікурга Евріпонт першим ослабив єдиноначальність царської влади, догоджаючи натовпу. Коли помер Полідект, за загальною думкою, спадкувати йому повинен був Лікург, який правив, доки не виявилося, що дружина померлого брата вагітна. Тоді він оголосив, що царство належить дитині, якщо тільки народиться хлопчик, сам же надалі погоджувався володарювати лише на правах опікуна (таких опікунів для царів-сиріт лакедемоняни називали «продиками»). Але дружина брата таємно висловила готовність витравити плід, з тим щоб Лікург продовжував царювати, а її взяв за дружину. Цей задум обурив Лікурга, проте він прикинувся, ніби схвалює його й приймає, і заперечив лише в одному: не потрібно винищуванням плоду, отрутою калічити своє тіло й піддавати небезпеці життя, а турботу про те, як скоріше прибрати з дороги новонародженого, він, мовляв, візьме на себе.
Насправді, трапилося так, що він обідав з вищими посадовцями, коли жінка народила хлопчика й слуги принесли його Лікургу. Узявши немовляти на руки, Лікург, як розповідають, звернувся до присутніх: «Спартанці, у вас народився цар!» Потім він поклав дитину на царське місце й дав йому ім'я Харілай. Усі тріумфували, захоплюючись шляхетністю й справедливістю Лікурга.
Царювання Лікурга продовжувалося вісім місяців. Людей відданих йому було більше, ніж заздрісників, серед яких перше місце займали родичі і близькі матері новонародженого царя, що вважала себе ображеною. Брат Леонід одного разу особливо нахабно зачепив Лікурга, сказавши, що той збирається оволодіти престолом і йому, Леонідові, це абсолютно ясно. Такими словами він сіяв підозри, виставляв його зловмисником — на випадок, якщо з новонародженим царем трапиться що-небудь недобре. Подібного роду чутки виходили і від цариці. Важко страждаючи від цього і боячись невизначеного майбутнього, Лікург вирішив виїхати, щоб таким чином позбавитися від злого недовір'я, поневіряючись далеко від вітчизни, поки племінник не змужніє й у нього не народиться спадкоємець.
Відправившись в дорогу, Лікург спочатку побував на Криті. Він вивчив державний устрій, зближувався з найвідомішими з критян. Деякі тамтешні закони схвалив і засвоїв, щоб потім перенести до себе на батьківщину. З Фалетом, одним з тих, хто користувався на острові славою людини мудрої й досвідченої в державних справах, він подружився й схилив його переселитися до Спарти. Славлячись як ліричний поет і прикриваючись цим, Фалет на ділі закликав до покори й згоди через наспіви, що несли в собі певний стрункий порядок. Ці пісні непомітно пом'якшували вдачу слухачів, викидаючи з душі недоброзичливість, що панувала тоді в Спарті, тож Фалет дещо розчистив шлях Лікургу та його виховним намірам.
З Криту Лікург відплив до Азії. Там він вперше познайомився з поемами Гомера, ретельно їх переписав і зібрав, щоб відвезти з собою. Якісь чутки про ці твори вже розповсюдилися серед греків, деякі навіть володіли розрізненими їх частинами, занесеними до Греції випадково, але повне знайомство з ними вперше відбулося завдяки Лікургу.
Лакедемоняни сумували за Лікургом і неодноразово запрошували його повернутися. Самі царі теж з нетерпінням чекали його повернення, сподіваючись, що в його присутності натовп відноситиметься до них шанобливіше. У такому настрої знаходилися спартанці, коли Лікург приїхав назад і тут же почав змінювати і перетворювати весь державний пристрій. Він був переконаний, що окремі закони не принесуть ніякої користі. З цією думкою він перш за все відправився в Дельфи.
Піфія зустріла Лікурга який входив у храм словами: «Бачу тебе я, Лікург, прийшов в храм мій багатий. Як мені тебе називати, я не знаю: хоча схожий з людиною. Все ж тебе назву я безсмертним скоріше, чим смертним!»
Підбадьорений пророцтвами оракула, Лікург вирішив залучити до виконання свого задуму найкращих громадян і провів таємні переговори спочатку з друзями, поступово охоплюючи все ширший круг. Коли прийшов час, він наказав тридцяти знатним мужам вийти рано вранці із зброєю на площу, щоб навести страх на супротивників. З них двадцять, найзнаменитіші, перераховані Герміппом, першим помічником Лікурга і найбільш ревним послідовником назвали Артміада.
Як тільки почався виступ, цар Харілай, злякавшись заколоту, сховався в храмі Афіни Міднодомної, але потім, повіривши домовленостям і клятвам, вийшов і навіть сам взяв участь в тому, що відбувалося. Він був від природи покірливий; Архелай, що розділяв з ним престол, сказав: «Зрозуміло, Харілай — прекрасна людина: адже він навіть на негідників не уміє гніватися!»

### Перша ретра
З численних запроваджень Лікурга першим і найголовнішим була Герусія — рада старійшин, що мала рівне з царською владою право голосу при рішенні найважливіших справ: двадцять вісім старійшин тепер постійно підтримували царів, чинячи опір демократії, але в той же час допомагали народу оберігати вітчизну від тиранії.
Назване число Арістотель пояснює тим, що раніше у Лікурга було тридцять прихильників, але двоє, злякавшись, відійшли від участі в справі. Сфер же говорить, що їх із самого початку було двадцять вісім. Можливо, Лікург поставив двадцять вісім старійшин, аби разом з двома царями їх було рівно тридцять.
Лікург привіз з Дельф особливе пророцтво із цього приводу, яке називають «ретрою». Воно свідчить: «Храм Зевса Силланійського і Афіни Силланійської розділити на філи і оби. Заснувати тридцять старійшин з вождями сукупно. Час від часу скликати Збори між Бабікою і Кнакіоном, і там пропонувати і розпускати її, але панування і сила належитиме народу».
Арістотель стверджує, що Кнакіон — це річка, а Бабіка — міст. Між ними і відбувалися збори, хоча в тому місці не було ні портика, ні яких-небудь інших укриттів: на думку Лікурга, ніщо подібне не сприяє здоровості думок, навпаки — присутні, замість того щоб займатися справою, роздивляються статуї, картини, проскеній театру, або стелю Ради, занадто урочисто прикрашену. Нікому із звичайних громадян не дозволялося подавати свою думку, і народ, сходячись, лише затверджував або відхиляв те, що запропонують старійшини і царі. Але згодом натовп різного роду вилученнями і збільшеннями став спотворювати затверджувані рішення, і тоді Полідор і Феопомп зробили до ретри таку приписку: «Якщо народ ухвалить невірно, старійшинам і царям розпустити», тобто рішення прийнятим не вважати, а піти і розпустити народ на тій підставі, що він перекручує і переінакшує корисне. Вони навіть переконали всю державу в тому, що таке веління бога, як виявляється з однієї згадки у Тіртея: «Ті, хто в печері Піфона почули Феба речення, Мудре слово богів в будинок свій рідний принесли: Хай в Раді пануй, яких боги шанували, Першими будуть; нехай милу Спарту зберігають. З ними радники-старці, за ними — мужі з народу Ті, що повинні відповідати мовою прямої на питання.»
Отже Лікург додав державному управлінню змішаний характер, наступники його, бачивши, що олігархія все ще занадто сильна, накидають на неї владу ефорів-охоронців — приблизно сто тридцять років опісля після Лікурга, при царі Феопомпі. Першими ефорами були Елат і його товариші. За переказами, дружина лаяла Феопомпа за те, що він залишить дітям царську могутність меншою, ніж отримав сам. «Навпаки, великою, оскільки тривалішою», заперечував цар. І дійсно, спартанські царі не випробували того, що мессенці і аргів'яни чинили з своїми правителями, що не бажали поступатися на користь народу.
Друге і найсміливіше з перетворень Лікурга — переділ землі. Оскільки панувала страшна нерівність, натовпи незаможних і таких, що мають потребу обтяжували місто, а всі багатства перейшли в руки небагатьох, Лікург, щоб викорінити нахабство, заздрість, злість, розкіш і ще старіші, ще грізніші недуги держави — багатство і бідність, умовив спартанців об'єднати всі землі, а потім поділити їх наново і надалі зберігати майнову рівність. Переваги ж радив шукати в доблесті, «Бо немає між людьми іншої відмінності, іншої першості, ніж те, що встановлюється осудом ганебному і похвалою прекрасному.»
Переходячи від слів до справи, він розділив Лаконію між періеками, або, інакше кажучи, жителями навколишніх місць, на тридцять тисяч ділянок, а землі, що відносяться до самого міста Спарті, на дев'ять тисяч, за кількістю сімей спартіатів. Деякі пишуть, що Лікург нарізував шість тисяч наділів, а ще три тисячі додав згодом Полідор. Інші — що обидва роздали по чотири з половиною тисячі наділів. Кожен наділ був такої величини, щоб приносити по сімдесяти медимнів ячменю на одного чоловіка і по дванадцяти на жінку і відповідну кількість рідких продуктів. Лікург вважав, що цього виявиться достатнім для такого способу життя, який збереже його співгромадянам сили і здоров'я, між тим як інших потреб у них бути не повинно. Розповідають, що пізніше, проїжджаючи недавно зжатими полями, де рівними рядами височіли однакові купи колосів, він посміхнувся і промовив своїм супутникам: «Вся Лаконія здається мені власністю багатьох братів, які тільки що її поділили».
Потім він узявся за розподіл і рухомого майна, щоб до кінця знищити усіляку нерівність, але, розуміючи, що відкрите вилучення власності викличе різке незадоволення, здолав пожадливість і користолюбство непрямими засобами. По-перше, він вивів з вживання всю золоту і срібну монету, залишивши в обігу тільки залізну, та і тією при величезній вазі і розмірах призначив нікчемну вартість, так що для зберігання суми, рівної десяти мінам, був потрібний великий склад, а для перевезення — парне запрягання. У міру розповсюдження нової монети багато видів злочинів в Лакедемоні зникли. Кому, насправді, могло скортіти красти, брати хабарі або грабувати, якщо нечесно нажите і заховати було немислимо, і нічого завидного в тім не було, і навіть розбите на шматки не отримувало ніякого вживання? Лікург, як повідомляють, велів загартовувати залізо, занурюючи його в оцет, і це позбавляло метал пластичності, він ставав крихким і ні на що не придатнішим, бо жодній подальшій обробці вже не підлягав.
Потім Лікург вигнав із Спарти даремні і зайві ремесла. Втім, велика їх частина, і без того віддалилася б услід за загальноприйнятою монетою, не знаходячи збуту для своїх виробів. Возити залізні гроші в інші грецькі міста було безглуздо, вони не мали там анінайменшої цінності, і над ними тільки потішалися, так що спартанці не могли купити нічого з чужоземних дурниць, та і взагалі купецькі вантажі перестали приходити в їх гавані. В межах Лаконії тепер не з'являлися ні майстерний оратор, ні бродячий шарлатан-провісник, ні звідник, ні золотих або срібних справ майстер — адже там не була більше монети! Але через це розкіш що помалу позбулася всього, що її підтримувало і живило, сама собою в'янула і зникала. Заможні громадяни втратили всі свої переваги, оскільки багатству був закритий вихід на люди, і воно без жодного застосування ховалося у зачинені по будинках. З тієї ж причини звичайна і необхідна — ложа, крісла, столи — виготовлялася у спартанців як ніде інде. А лаконський котон вважався, за словами Критія незамінним в походах: якщо доводилося пити воду, непривабливу на вигляд, він приховував своїм кольором колір рідини, а оскільки муть затримувалася всередині, відстоюючись на внутрішній стороні опуклих стінок, вода досягала губ вже декілька очищеною. І тут заслуга належить законодавцеві, бо ремісники, вимушені відмовитися від виробництва даремних предметів, стали вкладати всю свою майстерність в предмети першої необхідності.

### Друга ретра
Щоб завдати розкоші і пристрасті до багатства ще рішучішого удару, Лікург провів третє перетворення — заснував загальні трапези: громадяни збиралися разом і всі їли одні і ті ж страви, нарочито встановлені для цих трапез; вони більше не проводили час у себе по будинках, валяючись на м'яких покривалах за багато прибраними столами, жиріючи завдяки турботам кухарів і майстрових, точно ненажерлива худоба, якої відгодовують в темноті, і розтліваючи не тільки вдачу свою, але і тіло, що вдається до всілякої насолоди і надмірностей, набуває потреби в довгому сні, гарячих купаннях, повному спокої — немов в якомусь щоденному лікуванні. Це, звичайно, надзвичайно важливо, але ще важливіше, що завдяки сумісній трапезі і його простоті, багатство, як говорить Феофраст, перестало бути завидним, перестало бути багатством. Неможливо було ні скористатися розкішним убранням, ні насолодитися ним, ні навіть, виставити його на показ і хоч би потішити свою пихатість, якщо багач ходив до однієї трапези з бідняком. Таким чином зі всіх міст під сонцем в одній лише Спарті виправдалася ходяча істина, що «Бог Багатства сліпий і лежить не підіймаючись, точно зображене на картині, неживе і нерухоме.» Не можна було і з'явитися на загальний обід, заздалегідь наситившись удома: всі гострозоро стежили один за одним і, якщо виявляли людину, яка не їсть і не п'є з іншими, засуджували її, називаючи розгнузданим і розніженим.
Саме за це нововведення зненавиділи Лікурга багачі. Одного разу вони тісно обступили його, почали злобно кричати, і що врешті-решт обсипаний градом каменів він тікав з площі. Випередивши всіх, він вже було сховався в храмі, але один юнак на ім'я Алкандр, женучись за ним по п'ятах, в ту мить, коли Лікург обернувся, ударив його палицею і вибив око. Не зважаючи на неждану біду, мужність нітрохи не зрадила Лікургу, і, ставши прямо проти співгромадян, він показав їм свою залиту кров'ю особу із спорожнілою очною ямкою. Всіх охопив смуток і страшний сором, вони видали Алкандра Лікургу і провели пораненого до будинку, розділяючи з ним його печаль. Лікург подякував їм і відпустив, Алкандра ж ввів в будинок і нічим його не образив, не сказав жодного поганого слова і лише велів прислуговувати, видаливши звичайних своїх слуг і рабів. Наділений благородством той мовчки виконував все, що йому доручали, і, знаходячись постійно поряд з Лікургом, зустрів лагідність і незворушність Лікургової душі, строгий спосіб життя, невтомність в працях, так що і сам проникся найбільшою прихильністю до цієї людини, і вселяв друзям і близьким, що Лікург не жорстокий і не зарозумілий, але, як ніхто, поблажливий і милосердний до тих, що оточують. От так і був покараний Алкандр, таку він поніс кару: з поганого, зухвалого молодика він перетворився на найскромнішого і розсудливішого чоловіка. На згадку про Лікург, що трапився, спорудив храм Афіни, яку нарік Оптілетідою. Проте, деякі письменники, в їх числі і Диоскорід, автор твору про державний устрій Спарти, стверджують, що Лікург був тільки поранений в око, але не осліпнув і спорудив храм богині в подяку за зцілення. Так чи інакше, але після цього нещастя спартанці перестали ходити в Збори з палицями.
Загальні трапези критяни звуть «андріями», а лакедемоняни «фідітіями» — чи тому, що на них панувала дружба і доброзичливість [philia] або тому, що вони привчали до простоти і ощадливості [pheid]. Очевидно, ніщо не перешкоджає припустити, що перший звук слова «едітії» слід вести від слова «живлення» або «їжа».
На трапези збиралося по п'ятнадцять людей, рідко коли менше, або більше. Кожен співтрапезник приносив щомісячно ячмінного борошна, п'ять мін сиру, дві з половиною міни смокв і, нарешті, зовсім незначних сум грошей для купівлі м'яса і риби. Якщо хтось з них здійснював жертвопринесення або полював, для загального столу надходила частина жертовної тварини або здобичі, але не уся цілком, бо хто забарився на полюванні або через принесення жертви міг пообідати удома, тоді як іншим належало бути присутніми. Звичай сумісних трапез спартанці неухильно дотримували аж до пізніх часів. Коли цар Агид, розбивши афінян, повернувся з походу і, бажаючи пообідати з дружиною, послав за своєю частиною, полімархи відмовилися її видати. Назавтра цар в гніві не приніс встановленої жертви, і полімархи наклали на нього штраф.
У трапезі брали участь і діти. Їх приводили туди точно в школу здорового глузду, де вони слухали розмови про державні справи, були свідками забав, гідних вільної людини, привчалися жартувати і сміятися без вульгарного кривляння і зустрічати жарти без образи. Спокійно переносити насмішки вважалося одним з головних достоїнств спартанця. Кому ставало несила терпіти, міг просити пощади, і насмішник негайно замовкав. Кожному з тих, що входили старший за столом говорив, указуючи на двері: «Мови за поріг не виходять». Розповідають, що той хто бажав стати учасником трапези, піддавався наступному випробуванню. Кожний із співтрапезників брав у руку шматок хлібного м'якиша і, немов камінчик для голосування, мовчки кидав в судину, яку підносив, тримаючи на голові. На знак схвалення грудку просто опускали, а хто хотів виразити свою незгоду, той заздалегідь сильно зціплював м'якиш у кулаці. І якщо виявляли хоч би одну таку грудку, відповідну просвердленому камінчику шукачеві в прийомі відмовляли, бажаючи, щоб всі, що сидять за столом, знаходили задоволення в суспільстві один одного. Так само знехтуваного називали «каддированим» — від слова «доаддихос», що позначає судину, в яку кидали м'якиш.
Із спартанських страв найзнаменитіша — чорна юшка. Люди похилого віку навіть відмовлялися від своєї частки м'яса і поступалися її молодим, а самі досхочу наїдалися юшкою. Існує розповідь, що один з понтійських царів єдино заради цієї юшки купив собі кухаря-лаконця, але, спробувавши, з огидою відвернувся, і тоді кухар йому сказав: «Цар, щоб їсти цю юшку, треба спочатку викупатися в Евроті». Потім, помірно запивши обід вином, спартанці йшли по будинках, не запалюючи світильників: ходити з вогнем їм заборонялося як в цьому випадку, так і взагалі, щоб привчатися упевнено і безстрашно пересуватися в нічній темряві. Таким був устрій загальних трапез.
Записувати свої закони Лікург не став, і ось що мовиться із цього приводу в одній з так званих ретр. «Найголовніші початки, всього більш сприяючого процвітанню держави і доблесті, знаходять у стійкості і силі і укорінюються лише у вдачі і поведінці громадян, бо для цих початків міцнішою основою, ніж необхідність, є вільна воля, а її розвиває в молоді виховання, виконуючи в душі кожного роль законодавця. А другорядні і зокрема грошові зобов'язання, які змінюються згідно з різним потребам, краще не закріплювати в писаних законах і непорушних правилах: хай в потрібних випадках робляться ті доповнення або вилучення, які люди досвідчені схвалять і визнають корисними.» Тому всю свою діяльність законодавця Лікург, кінець кінцем, зводив до виховання.
Отже, одна з ретр, як вже сказано, свідчила, що писані закони не потрібні. Інша, направлена проти розкоші, вимагала, щоб в кожному будинку крівля була зроблена при допомозі тільки сокири, а двері — одної лише пилки, без застосування хоч би ще одного інструменту. І якщо згодом, як розповідають, Епамінонд говорив про свій стіл: «За отаким сніданком немає місця зраді», то Лікург передбачив цю думку, зміркувавши, що в подібного роду будинку не знайдеться місця розкоші і божевільним витратам. Нема людини настільки позбавленої смаку і безрозсудної, щоб в будинок, спрацьований просто і грубо, вносити ложа на срібних ніжках, пурпурні покривала, золоті кубки і супутницю всього цього — розкіш. Хоч-не-хоч доводиться приладнувати і пристосовувати до будинку ложе, до ложа — ліжко, до ліжка — звичайну обстановку і начиння. Цією звичкою до помірності пояснюється, між іншим, запитання, яке, як кажуть, поставив у Коринфі Леотіхид Старший. Обідавши в якомусь будинку і роздивляючись пишну штучну стелю, він запитав господаря: «Хіба дерева у вас ростуть чотирикутними?»

### Третя ретра
Третя ретра Лікурга, про яку згадують письменники, забороняє вести війну постійно з одним і тим же супротивником, щоб той, звикнувши відображати напади, і сам не зробився войовничим. У пізніші часи Агесилая якраз в тому і звинуватили, що частими вторгненнями і походами в Беотію він перетворив фіванців на рівносильних суперників. Недаремно Анталкід, побачивши його пораненим, сказав: «Непогано заплатили тобі фіванці за те, що, всупереч їх бажанню, ти вивчив цих неуків битися!» Ці законоположення Лікург назвав ретрами, що вони виходять від бога і є відповідями оракула.
Починаючи виховання, в якому він бачив найважливішу і найпрекраснішу справу законодавця, Лікург спершу звернувся до питань шлюбу і народження дітей. Арістотель не правий, стверджуючи, ніби Лікург хотів було напоумити і наставити на правильний шлях жінок, але відмовився від цієї думки, не в силах зломити їх свавілля і могутність — наслідок частих походів, під час яких чоловіки вимушені бували залишати їх повними господинями в будинку, а тому і виявляли їм повагу більше, ніж варто, і навіть називали «пані». Ні, Лікург в міру можливості поклопотався і про це. Він укріпив і загартував дівчат вправами в бігу, боротьбі, метанні диска і списа, щоб і зародок в здоровому тілі із самого початку розвивався здоровим, і самі жінки, народжуючи, просто і легко справлялися з муками. Примусивши дівчат забути про зніженість, балощі і всякі жіночі витребеньки, він привчив їх не гірше, ніж хлопці, голими брати участь в урочистих ходах, танцювати і співати при виконанні деяких священних обрядів на очах у юнаків. Траплялося їм і відпускати гостроту, влучно засуджуючи провини, і віддавати в піснях похвали гідним, будити в хлопцях ревниве честолюбство. Хто удостоювався похвали за доблесть і набував популярності у дівчат, віддалявся, тріумфуючи, а колкості, навіть жартівливі і дотепні, жалили не менш болюче, ніж навіювання: адже подивитися на це видовище разом з рештою громадян приходили і старійшини.
При цьому нагота дівчат не містила в собі нічого поганого, бо вони зберігали соромливість і не знали розбещеності, навпаки, вона привчали до простоти, до турбот про здоров'я і форму тіла, і жінки засвоювали благородний образ думок, знаючи, що і вони здатні залучитися до доблесті і шани. Тому і приходили до них слова і думки, подібні тим, які вимовила, говорять, одного разу Горго — дружина Леоніда. Якась жінка, мабуть, чужоземка, сказала їй: «Одні тільки ви, лаконянки, володарюєте над чоловіками». «Так, але одні тільки ми народжуємо чоловіків», відгукнулася Горго.
Все це саме по собі було і засобом спонуки до шлюбу — я маю з причини ходу дівчат, оголення тіла, змагання у присутності юнаків, яких приводила, кажучи словами Платона не геометрична, а любовна необхідність. В той же час Лікург встановив і свого роду ганебне покарання для неодружених: їх не пускали на гімнопедії зимою, за наказом властей, вони повинні були голими обійти навколо площі, виспівуючи пісню, складену їм в докір (у пісні мовилося, що вони терплять справедливу відплату за непокору законам), і, нарешті, вони були позбавлені тих почестей і пошани, які молодь надавала старшим. От чому ніхто не засудив зухвалості, яку довелося вислухати навіть такій прославленій людині, як полководець Деркиллід. Якийсь хлопець не поступився йому місцем і сказав так: «Ти не народив сина, який би свого часу поступився місцем мені».
Наречених брали відведенням, але не дуже юних, таких, що не досягли шлюбного віку, а квітучих і доспілих. Викрадену приймала так звана подружка, коротко стригла їй волосся і, нарядивши в чоловічий плащ, взувши на ноги сандалі, укладала одну в темній кімнаті на підстилці з листя. Жених, що не п'яний, такий, що не розм'як, але тверезий і такий, що як завжди пообідав за загальним столом, входив, розпускав їй пояс і, узявши на руки, переносив на ложі. Пробувши з нею недовгий час, він скромно віддалявся, щоб за звичаєм лягти спати разом з іншими хлопцями. І надалі він поступав не інакше, проводячи день і відпочиваючи серед однолітків, а до молодої дружини навідувавшись таємно, з побоюванням, як би хто-небудь в будинку його не побачив. З свого боку і жінка докладала зусилля до того, щоб вони могли сходитися, знайшовши хвилину, ніким не відмічену.
Так тягнулося досить довго: у інших вже діти народжувалися, а чоловік все ще не бачив дружини при денному світлі. Такий зв'язок був не тільки вправою в здержливості і розсудливості — тіло завдяки ній завжди випробовувало готовність до злягання, пристрасть залишалася новою і свіжішою, не пересиченою і не ослабленою безперешкодними зустрічами; молоді люди всякий раз залишали один в одному якусь іскру жадання.
Внісши на закінчення шлюбів такий порядок, таку соромливість і стриманість, Лікург з чималим успіхом вигнав порожнє, бабське відчуття ревнощів: він визнав розумним і правильним, щоб, очистивши шлюб від всякої розгнузданості, спартанці надали право кожному гідному громадянинові вступати в зв'язок з жінками заради народження потомства, і навчив співгромадян сміятися над тими, хто мстить за подібні дії вбивством і війною, бачивши в шлюбі власність, що не терпить ні розділення, ні співучасті.
Тепер чоловік молодої дружини, якщо був у нього на прикметі порядний і красивий хлопець, що вселяв старому пошану і любов, міг ввести його в свою опочивальню, а дитину, що народилася від його сім'я, визнати своїм. З іншого боку, якщо чесній людині доводилася по серцю чужа дружина, плодовита і цнотлива, він міг попросити її у чоловіка, щоб, немов зробивши посів в огрядному ґрунті, дати життя добрим дітям, які будуть кровними родичами добрих громадян. Лікург перший вирішив, що діти належать не батькам, а всій державі, і тому бажав, щоб громадяни народжувалися не від кого потрапило, а від найкращих батьків і матерів. У встановленнях інших законодавців, що стосуються шлюбу, він убачав дурість і порожню пиху. «Ті самі люди, міркував він, що прагнуть злучити сук і кобил з найкращими самцями, обіцяючи їх господарям і подяку і гроші, дружин своїх караулять і тримають під замком, вимагаючи, щоб ті народжували тільки від них самих, хоч би самі вони були безмозкі, ветхі роками, недуги! Наче не їм першим, головам сім'ї і годувальникам, належить випробувати на собі наслідки того, що діти зростають поганими, якщо народжуються від поганих, і, навпаки, хорошими, якщо походження їх добре.»
Ці порядки, встановлені у згоді з природою і потребами держави, були такі далекі від так званої «доступності», що запанувала згодом серед спартанських жінок, що перелюбство здавалося взагалі немислимим. Часто згадують, наприклад, відповідь спартанця Герада, що жив в дуже давні часи, одному чужоземцеві. Той запитав, яке покарання несуть у них перелюбники. «Чужоземце, у нас нема перелюбників», заперечив Герад. «А якщо все-таки з'являться?» — не поступався співбесідник. «Винен дасть у відшкодування бика такої величини, що, витягнувши шию із-за Таїгета він нап'ється в Евроті». Чужоземець здивувався і сказав: «Звідки ж візьметься такий бик?» «А звідки візьметься в Спарті перелюбник?» — відгукнувся, засміявшись, Герад. Ось що повідомляють письменники про спартанські шлюби.
Батько був не в праві сам розпорядитися вихованням дитини — він відносив новонародженого на місце, зване «лесхою», де сиділи старі родичі. Вони оглядали дитину і, якщо знаходили його міцним і добре складеним, наказували виховувати, тут же призначивши йому одну з дев'яти тисяч наділів. Якщо ж дитина була немічною і потворною, його відправляли до Апофетам (так називався обрив на Тайгеті), вважаючи, що його життя не потрібне ні йому самому, ні державі, раз йому із самого початку відмовлено в здоров'ї і силі. З тієї ж причини жінки обмивали новонароджених не водою, а вином, випробовуючи їх якості: кажуть, що хворі падучою і взагалі хворобливі від незмішаного вина гинуть, а здорові загартовуються і стають ще міцнішими.
Годувальниці були дбайливі і умілі, дітей не сповивали, щоб дати свободу членам тіла, ростили їх невибагливими і не розбірливими в їжі, що не боїться темряви або самоти, що не знають, що таке свавілля і плач. Тому інший раз навіть чужоземці купували годувальниць родом з Лаконії. Є відомості, що лаконянкою була і Амікла, що годувала афінянина Алківіада. Але, як повідомляє Платон, Перикл призначив в дядьки Алкивіаду Зопіра, найзвичайнісінького раба. Тим часом спартанських дітей Лікург заборонив віддавати на піклування купленим за гроші або найнятим за плату вихователям, та і батько не міг виховувати сина, як йому заманеться.
Тільки хлопчики досягали семирічного віку, Лікург відбирав їх у батьків і розбивав по загонах, щоб вони разом жили і їли, привчаючись грати і працювати один поряд одного. На чолі загону він ставив того, хто перевершував інших кмітливістю і був хоробрішим за всіх в бійках. Інші рівнялися на нього, виконували його накази і мовчки терпіли покарання, так що головним наслідком такого способу життя була звичка підкорюватися. За іграми дітей часто наглядали люди похилого віку і постійно сварили їх, прагнучи викликати бійку, а потім уважно спостерігали, які у кожного від природи якості — чи відвадив юнак і чи наполегливий в сутичках. Грамоти вони навчалися лише в тій мірі, в якій без цього не можна було обійтися, в іншому ж все виховання зводилося до вимог беззаперечно підкорятися, стійко переносити позбавлення і брати гору над супротивником. З віком вимоги робилися все жорсткішими: хлоп'ят коротко стригли, вони бігали босоніж, привчалися грати голими. У дванадцять років вони вже ходили без хітона, отримуючи раз на рік по гиматію. Брудні, запущені; лазні і умащення були їм незнайомі — за весь рік лише декілька днів вони користувалися цим благом. Спали вони разом, по загонах на підстилках, які самі собі готували, ламаючи голіруч віники очерету на березі Еврота. Взимку до очерету підкидали і домішували так званий ликофон: вважалося, що ця рослина володіє якоюсь зігрівальною силою.
У цьому віці у найкращих хлопців з'являються кохані. Посилюють свій нагляд і люди похилого віку: вони відвідують гімнасії, присутні при змаганнях і словесних сутичках, і це не забави ради, бо всякий рахує себе до деякої міри батьком, вихователем і керівником будь-якого з підлітків, так що завжди знаходилося, кому напоумити і покарати що провинився. Проте з числа гідних мужів призначається ще і педоном — що наглядає за дітьми, а на чолі кожного загону самі підлітки ставили одного з так званих іренів — завжди найбільш розсудливого і хороброго. (Іренами звуть тих, хто вже другий рік як змужнів, меліренами — найстарших хлопчиків.)
Ірен, що досяг двадцяти років, командує своїми підлеглими в бійках і розпоряджається ними, коли приходить пора поклопотатися про обід. Великим він дає наказ принести дрів, малюкам — овочів. Все здобувається крадіжкою: одні йдуть на городи, інші з найбільшою обережністю, пускаючи в хід всю свою хитрість, пробираються на загальні трапези мужів. Якщо хлопчисько попадався, його жорстоко били прутом за недбайливу і ніякову крадіжку. Крали вони і всяку іншу провізію, яка тільки попадалася під руку, вчившись вправно нападати на сплячих або таких, що зазівалися караульних. Покаранням були не тільки побої, але і голод: дітей годували вельми бідно, щоб, переносячи негаразди, вони самі, хочеш не хочеш, звикали в зухвалості і хитрості. Ось яку дію надавала незначність живлення; втім, як то кажуть, діяла вона і ще в одному напрямку — збільшувала зростання хлопчиків. Тіло витягується у висоту, коли дихання не обмежене дуже втомливими працями і, з іншого боку, коли тяжкий вантаж їжі не жене його вниз і вшир, навпаки, коли, через свою легкість, дух спрямовується вгору; тоді-то людина і додає в зростанні легко і швидко. Так само, мабуть, створюється і краса форм: худина, сухорлявість легше узгоджується з правильним розвитком членів тіла, огрядна повнота противиться йому. Тому, безперечно, і у жінок, які, носячи плід, постійно очищають шлунок діти народжуються худі, але миловидні і стрункі, бо незначна кількість матерії скоріше поступається формуючій силі. Проте детальніше причини цього явища нехай досліджують охочі.
Крадучи, діти дотримувалися найбільшої обережності; один з них, як розповідають, вкравши лисенятко, заховав його у себе під плащем, і хоча звір розірвав йому кігтями і зубами живіт, хлопчик, щоб приховати свій вчинок, кріпився до тих пір, поки не помер. Про достовірність цієї розповіді можна судити по нинішніх ефебах: я сам бачив, як не один з них вмирав під ударами під вівтарем Орфії. Закінчивши обід, ірен кому наказував співати, кому пропонував питання, що вимагають роздуму і кмітливості, на зразок таких, як: «Хто найкращий серед мужів?» або «Який вчинок такої-то людини?» Так вони з самого початку життя привчалися судити про чесноти співгромадян, бо якщо той, до кого було звернене питання «Хто хороший громадянин? Хто заслуговує осуду?», не знаходив, що відповісти, це вважали ознакою натури млявою і байдужою до чесноти. Відповідає належало назвати причину тієї або іншої думки і привести докази, вдягнувшись думку в найкоротші слова. Того, хто говорив невлад, не виявляючи належної старанності, ірен карав — кусав за великий палець. Часто ірен карав хлопчиків у присутності людей похилого віку і влади, щоб ті переконалися, наскільки обґрунтовані і справедливі його дії. Під час покарання його не зупиняли, але коли діти розходилися, він тримав відповідь, якщо кара була суворою або, навпаки, м'якше, ніж слідувало.
І добру славу і ганьбу хлопчиків розділяли з ними їх кохані. Розповідають, що коли одного разу якийсь хлопчик, схопившись з товаришем, раптом злякався і скрикнув, влада наклали штраф на його коханого. І, хоча у спартанців допускалася така свобода в любові, що навіть гідні і благородні жінки любили молодих дівчат, суперництво було їм незнайоме. Мало того: загальні відчуття до однієї особи ставали початком і джерелом взаємної дружби закоханих, які об'єднували свої зусилля в прагненні привести коханого до досконалості.
Дітей учили говорити так, щоб в їх словах їдка гострота змішувалася з витонченістю, щоб короткі промови викликали просторові роздуми. Як вже сказано, Лікург надав залізній монеті величезної ваги і нікчемну цінність. Абсолютно інакше поступив він з «словесною монетою»: під небагатьма скупими словами мав був таїтися широкий і багатий сенс, і, примушуючи дітей довго мовчати, законодавець намагався отримати від них відповідей влучних та точних. «Адже подібно до того, як сім'я людей, безмірно жадібних до злягань, більшою частиною безплідна, так і нестриманість мови породжує мови порожні і дурні.» Якийсь афінянин глузував із спартанських мечів — так-де вони короткі, що їх без зусиль ковтають фокусники в театрі. «Але цими кинджалами ми відмінно дістаємо своїх ворогів», заперечив йому цар Агид. Я знаходжу, що мова спартанців, при всій своїй зовнішній стислості, відмінно висловлює саму суть справи і залишається в свідомості слухачів.

### Лаконічні цитати
Сам Лікург говорив мало і влучно, наскільки можна судити за його висловами, що дійшли до нас. Так, людині, яка вимагала встановлення демократичного ладу в Спарті, він сказав: «Спочатку ти встанови демократію у себе в будинку». Хтось запитав, чому він зробив жертвопринесення такими помірними і скромними. «Щоб ми ніколи не переставали шанувати божество», відповів Лікург. А ось що сказав він про змагання: «Я дозволив співгромадянам лише ті види змагань, в яких не доводиться піднімати вгору руки».
Повідомляють, що і в листах він відповідав співгромадянам не менш вдалого. «Як нам відвернути від себе вторгнення ворога?» — «Залишайтеся бідними, і хай ніхто не силкується стати могутнішим за інших». Про міські мури: «Лише те місто не позбавлене зміцнення, яке оточене мужами, а не цеглою». Важко, проте, вирішити, справжні або ж підроблені ці листи.
Про огиду спартанців до багатослівних промов свідчать такі вислови:
- Коли хтось почав міркувати про важливу справу, але не до ладу, цар Леонід промовив: «Друже, все це доречно, але у іншому місці».
- Племінник Лікурга Харілай на питання, чому його дядько видав так мало законів, відповів: «Тим, хто обходиться небагатьма словами, не потрібно багато законів».
- Якісь люди лаяли софіста Гекатея, за те що, запрошений до загальної трапези, він весь обід промовчав. «Хто уміє говорити, знає і час для цього», заперечив їм Архидамід.

А ось приклади колючих, але не позбавлених витонченості пам'ятних слів, про які я вже говорив вище. Якийсь пройдисвіт дошкуляв Демарата безглуздими розпитуваннями і, між іншим, все хотів дізнатися, хто найкращий із спартанців. «Той, хто найменше схожий на тебе», мовив нарешті Демарат.
Агід, чувши похвали елейцям за прекрасний і справедливий устрій Олімпійських ігор, зазначив: «Ось вже, насправді, велика справа — раз на чотири роки дотримуватися справедливості».
Один чужоземець, щоб виявити свої дружні відчуття, сказав Феопомпу, що у співгромадян він зветься по-іншому, ніж у лаконян. «Зватися б тобі краще іншим співгромадянином», відповів Феопомп.
Син Павсанія Плістоанакт сказав афінському ораторові, що назвав спартанців неуками: «Ти маєш рацію — зі всіх греків одні тільки ми не вивчилися у вас нічому поганому».
Архидаміда питали, скільки всього спартанців. «Достатньо, друг, щоб дати відсіч негідникам», завірив він.
За жартами спартанців можна судити і про їхні звички. Вони ніколи не базікали даремно, ніколи не вимовляли ні слова, за яким не було б думки, що так або інакше заслуговує того, щоб над нею задуматися.
Спартанця покликали послухати, як наслідують співу солов'я. «Я чув самого солов'я», відмовився той. Інший спартанець, прочитавши епіграму: «Ті, хто пожежу тиранії гасити спробували, загинули; Мідний Арес їх наздогнав біля селинунтських воріт»
відмітив: «І заслужено: треба було дати їй згоріти дотла». Якийсь хлопець сказав людині, що обіцяла дати йому півнів, які б'ються до останнього видиху: «Залиш їх собі, а мені дай таких, що б'ють супротивника до останнього видиху». Ще один хлопець, побачивши людей, які спорожняли кишечник, сидячи на стільчику, вигукнув: «Хоч би мені ніколи не довелося сидіти на такому місці, яким неможливо поступитися старому!»
Такі їх вислови і пам'ятні слова, небезпідставно стверджують, що наслідувати лаконцям означає належати душею скоріше до філософії, ніж до гімнастики. «Співу і музиці учили з чималою наполегливістю, ніж чіткістю і чистотою мови, але і в піснях вміщено свого роду жало, що порушувало мужність і що примушувало душу захопленим поривам до дії. Слова їх були прості і нехитрі, предмет — величавий і повчальний. То були в основному прославляння щасливої долі полеглих за Спарту і докори боягузам, приреченим тягнути життя в нікчемності, обіцянки довести свою хоробрість або — залежно від віку співаків — похвальба нею.»
Незайвим буде помістити тут для прикладу одну з подібних пісень. У святкові дні складалися три хори — люди похилого віку, чоловіки і хлопчики. Люди похилого віку заспівували: А ми в минулі роки були міцними! Мужі в розквіті сил підхоплювали: А ми тепер: хто хоче, хай спробує! А хлопчики завершували: А ми ще сильніше будемо незабаром. Взагалі, якщо хто розміркує над творіннями лаконских поетів, з яких інші збереглися до наших днів, і відновить в пам'яті похідні ритми мелодій для флейти, під звуки якої спартанці йшли на ворога, той, мабуть, визнає, що Терпандр і Піндар мали рацію, знаходячи зв'язок між мужністю і музикою. Перший говорить про лакедемонянах так: Юність тут пишно квітне, панує тут дзвінка Муза Правда всюди живе… А Піндар вигукує: Там старійшин ради; Списи юних мужів в славний вступають бій. Там хороводи ведуть Муза і Краса. І той і інший зображають спартанців одночасно і наймузичнішим і самим войовничим народом.
І перед лайливим залізом сильна кіфара, сказав спартанський поет: Недаремно перед битвою цар приносив жертву Музам — для того, мені здається, щоб воїни, пригадавши про виховання, яке вони отримали, і про вирок, який їх чекає сміливо йшли назустріч небезпеці і здійснювали подвиги, гідні зберегтися в мовах і піснях.

### У часи війни
Під час війни правила поведінки юнаків робилися менш суворими: їм дозволялося доглядати за своїм волоссям, прикрашати зброю і одяг, наставники раділи, бачивши їх подібними до бойових коней, які гордо і нетерпляче пританцьовували, фиркають і рвуться в битву. Тому, хоча стежити за волоссям хлопчики починали, ледве вийшовши з дитячого віку, особливо старанно їх умащали і розчісували напередодні небезпеки, пам'ятаючи слова Лікурга про волосся, що красивих вони роблять ще благовиднішими, а потворних — ще страшнішими. У походах і гімнастичні вправи ставали менш напруженими і утомливими, та і взагалі в цей час з хлопців вимагали менш строго, чим зазвичай, так що на всій землі для одних лише спартанців війна виявлялася відпочинком від підготовки до неї.
Коли побудова бойової лінії закінчувалася, цар на очах у супротивника приносив в жертву козу і подавав знак всім увінчати себе вінками, а флейтистам наказував грати Касторов наспівавши й одночасно сам затягував похідний пеан. Видовище було величне і грізне: воїни наступали, крокуючи згідно з ритмом флейти, твердо тримаючи лад, не випробовуючи анінайменшого сум'яття — спокійні і радісні, і вела їх пісня. У такому настрої, ймовірно, ні страх ні гнів над людиною не владні; верх беруть несхитна стійкість, надія і мужність, мов даровані присутністю божества. Цар йшов на ворога в оточенні тих із своїх людей, які заслужили вінок перемогою на змаганнях. Розповідають, що на Олімпійських іграх одному лаконцю давали великий хабар, але він відмовився від грошей і, зібравши всі свої сили, здолав супротивника. Тоді хтось йому сказав: «Що тобі за вигода, спартанець, від цієї перемоги?» «Я займу місце попереду, коли піду в бій», посміхаючись відповів переможець.
Розбитого ворога спартанці переслідували лише настільки, наскільки це було необхідно, щоб закріпити за собою перемогу, а потім негайно поверталися, вважаючи неблагородним і осоружним грецькому звичаю губити і винищувати противників, що припинили боротьбу. Це було не тільки чудово і великодушно, але і вигідно: вороги їх, знаючи, що вони вбивають тих, що чинять опір, але щадять відступаючих, знаходили кориснішим для себе бігти, чим залишатися на місці.
Сам Лікург, за словами софіста Гиппія, був чоловік випробуваної войовничості, учасник багатьох походів. Філостефан навіть приписує йому розділення кінноти по уламах. Улам при Лікурзі був загін з п'ятдесяти вершників, збудованих чотирикутником. Але Деметрій Фалерській пише, що Лікург взагалі не стосувався ратних справ і новий державний лад фундирував під час миру. І вірно, задум Олімпійського перемир'я міг, мабуть, належати лише покірливій і миролюбній людині. Втім, як мовиться у Герміппа, інші затверджують, ніби спочатку Лікург не мав до всього цього анінайменшого відношення і ніяк не був пов'язаний з Іфітом, але прибув на ігри випадково. Там він почув за спиною голос: хтось засуджував його і дивувався тому, що він не схиляє співгромадян взяти участь в цьому загальному торжестві. Лікург обернувся, але того, що говорив ніде не було видно, і, визнавши те, що трапилося божественним знаменням, він тоді тільки приєднався до Іфіту; разом вони зробили святкування пишнішим і славним, дали йому надійну підставу.

### Виховання зрілих чоловіків
Виховання спартанця тривало і в зрілі роки. Нікому не дозволялося жити так, як він хоче: точно у військовому таборі, всі в місті підкорялися строго встановленим порядкам і робили те з корисних для держави справ, що їм було призначено. Вважаючи себе такими, що належать не собі самим, але вітчизні, спартанці, якщо у них не було інших доручень, або спостерігали за дітьми і учили їх чомусь корисному, або самі вчилися у людей похилого віку. Адже одним з благ і переваг, які доставив співгромадянам Лікург, був достаток дозвілля. Займатися ремеслом їм було суворо-пресуворо заборонено, а в гонитві за наживою, що вимагає нескінченних праць і клопоту, не стало ніякої потреби, оскільки багатство втратило всю свою цінність і привабливу силу. Землю їх обробляли ілоти, вносячи призначений податок. Один спартанець, знаходячись в Афінах і почувши, що когось засудили за неробство та засуджений повертається в глибокому смутку, супроводжуваний друзями, теж засмученими і засмученими, просив тих, що оточують показати йому людину, якій свободу поставили в злочин. Ось до якого ступеня низькою і рабською вважали вони всяку ручну працю, всякі турботи, зв'язані з наживою! Як і слід було чекати, разом з монетою зникли і тяжби; і потреба і надмірний достаток залишили Спарту, їх місце зайняли рівність достатку і безтурботність повної простоти вдач. Весь вільний від військової служби час спартанці присвячували хороводам, бенкетам і святкуванням, полюванню, гимнасіям і лесхам.
Ті, хто був молодше за тридцять років, зовсім не ходили на ринок і робили необхідні покупки через родичів і коханих. Втім, і для людей старших вважалося негожим безперервно штовхатися на ринку, а не проводити велику частину дня в гімнасіях і лесхах. Одним словом, він привчав співгромадян до того, щоб вони і не хотіли і не уміли жити нарізно, але, подібно до бджіл, знаходилися в нерозривному зв'язку з суспільством, всі були тісно згуртовані навколо свого керівника і цілком належали вітчизні, майже зовсім забуваючи про себе в пориві натхнення і любові до слави. Цей образ думок можна розрізнити і в деяких висловах спартанців.
Так Педаріт, не вибраний в число трьохсот, пішов, сяючи і радіючи, що в місті є триста чоловік кращих, ніж він. Полістратід з товаришами прибули посольством до полководців перського царя; ті довідалися, чи з'явилися вони у приватній справі або від імені держави. «Якщо все буде добре — від імені держави, якщо ні — у приватній справі», відповів Полістратід. До Аргилеоніди, матері Брасида, прийшли декілька громадян Амфіполя, що опинилися в Лакедемоні, і вона запитала їх, як загинув Брасид і чи була його смерть гідна Спарти. Ті стали звеличити покійного і заявили, що другого такого чоловіка в Спарті нема. «Не кажіть так, чужоземці, промовила матір. Вірно, Брасид був гідна людина, але в Лакедемоні є багато ще чудовіших».
Перших старійшин Лікург призначив з числа тих, хто брав участь в його задумі. Потім він ухвалив замість померлих щоразу вибирати з громадян, шістдесяти років, що досягли, того, хто буде визнаний найдоблеснішим. Не було, ймовірно, у світі змагання більшого і перемоги бажанішої!
І вірно, адже йшлося не про той, хто серед моторних наймоторніший або серед сильних найсильніший, але про того, хто серед добрих і мудрих мудрий і найкращий, хто в нагороду за чесноту отримає до кінця своїх днів верховну, якщо тут застосовано це слово, влада, в державі буде паном над життям, честю, коротко кажучи, над всіма вищими благами. Ухвала ця виносилася таким чином. Коли народ сходився, особливі виборні закривалися в будинку по сусідству, так щоб і їх ніхто не бачив, і самі вони не бачили, що відбувається зовні, але тільки чули б голоси присутніх. Народ і в цьому випадку, як і у всіх інших, вирішував справу криком. Претендентів вводили не всіх відразу, а по черзі, і вони мовчки проходили через Збори. У тих, що сиділи узаперті були таблички, на яких вони відзначали силу крику, не знаючи кому це кричать, але тільки укладаючи, що вийшов перший, другий, третій, взагалі черговий претендент. Вибраним оголошувався той, кому кричали більше і голосніше за інших. З вінком на голові він обходив храми богів. За ним величезним натовпом слідували юнаки, вихваляючи і прославляючи нового старійшину, і жінки, що оспівували його доблесть і долю що його виголошували щасливою. Кожний з близьких просив його обідати, кажучи, що цим пригощанням його вшановуватиме держава. Закінчивши обхід, він відправлявся до загальної трапези; заведений порядок нічим не порушувався, не рахуючи того, що старійшина отримував другу частку, але не з'їдав її, а відкладав. Біля дверей стояли його родички, після обіду він підзивав ту з них, яку поважав більш за інших, і, вручаючи їй цю частку, говорив, що віддає нагороду, якою удостоївся сам, після чого решта жінок, прославляючи цю обраницю, проводжала її додому.
Не менш чудові були і закони, що стосувалися поховання. По-перше, покінчивши з усіляким марновірством, Лікург не перешкоджав ховати мертвих в самому місті і ставити надгробки поблизу храмів, щоб юнаки, звикаючи до їх вигляду, не боялися смерті і не вважали себе такими, що поганять, торкнувшись мертвого тіла або переступивши через могилу. Потім він заборонив хоронити, щоб то не було разом з небіжчиком: тіло слід було поховати обернутим в пурпурний плащ і увитим зеленню оливи. Надписувати на могильному камені ім'я померлого заборонялося; виняток Лікург зробив лише для полеглих на війні і для жриць. Термін трауру він встановив короткий — одинадцять днів; на дванадцятий треба було принести жертву Деметрі. Лікург не терпів байдужості і внутрішнього розслаблення, необхідні людські дії він так чи інакше поєднував із затвердженням етичної досконалості і осудом пороку; він наповнив місто безліччю повчальних прикладів, серед яких спартанці зростали, з якими неминуче стикалися на кожному кроці і які, служивши зразком для наслідування, вели їх шляхом добра.
З цієї ж причини він не дозволив виїжджати за межі країни і подорожувати, побоюючись, як би не завезли до Лакедемон чужі вдачі, не стали наслідувати чужому, неврегульованому життю і іншому образу правління. Мало того, він виганяв тих, що стікалися до Спарти без  потреби або певної мети — не тому, як затверджує Фукидід, що боявся, як би вони не перейняли установлений ним лад і не вивчилася доблесть, але, скоріше, страшившись, як би ці люди самі не перетворилися на вчителів пороку. Адже разом з чужоземцями незмінно з'являються і чужі мови, а нові мови приводять нові думки, з яких неминуче народжуються багато відчуттів і бажання, таких же осоружних існуючому державному ладу, наскільки хибні звуки — злагодженій пісні. Тому Лікург вважав необхідним гострозоро берегти місто від поганих вдач, чим від зарази, яку можуть занести ззовні.
У всьому цьому нема і сліду несправедливості, в якій інші винять закони Лікурга, вважаючи, ніби вони цілком достатньо наставляють в мужності, але дуже мало — в справедливості. І лише так звана криптія, якщо тільки і вона, як затверджує Арістотель, Лікургові нововведення, могла вселити деяким, у тому числі і Платону подібна думка про спартанську державу і його законодавця. От як відбувалися криптії. Час від часу влада відправляла вештатись околицями юнаків, що вважалися найбільш кмітливими, забезпечивши їх тільки короткими мечами і найнеобхіднішим запасом продовольства. Вдень вони відпочивали, ховаючись у затишних куточках, а вночі, покинувши свої притулки, убивали всіх ілотів, яких захоплювали на дорогах. Часто вони обходили і поля, вбиваючи найміцніших і сильніших илотів.
Фукидід у «Пелопонеській війні» розповідає, що спартанці вибрали тих ілотів, що відрізнилися особливою хоробрістю, і ті, з вінками на голові, мов готуючись отримати свободу, відвідували храм за храмом, але трохи згодом всі зникли, а було їх більше двох тисяч, і ні тоді, ні згодом ніхто не міг сказати, як вони загинули. Арістотель особливо зупиняється на тому, що ефори, приймаючи владу, насамперед оголошували війну ілотам, щоб узаконити вбивство останніх. І взагалі спартанці поводилися з ними грубо і жорстоко. Вони примушували ілотов пити незмішане вино, а потім приводили їх на загальні трапези, щоб показати молоді, що таке сп'яніння. Їм наказували співати паскудні пісні і танцювати сміхотворні танці, забороняючи розваги, належні вільній людині. Навіть набагато пізніше, під час походу фиванців в Лаконію, коли захопленим в полон ілотам веліли заспівати що-небудь з Терпандра, Алкмана або лаконця Спендонта, вони відмовилися, тому що господарям це не до шмиги. Отже, той, хто говорить, що в Лакедемоні вільний до кінця вільний, а раб до кінця поневолений, цілком вірно визначив стан речей, що склався. Але, здається, всі ці перестороги з'явилися у спартанців лише згодом, а саме, після великого землетрусу, коли, як розповідають, ілоти, виступивши разом з мессенцями, страшно безчинствували по всій Лаконії і трохи погубили місто. Принаймні, не можна приписати таку мерзотну справу, як криптії, Лікургу, склавши собі поняття про вдачу цієї людини за тією лагідністю і справедливістю, які в іншому випадку відзначають все його життя і підтверджені свідоцтвом божества.
Коли найголовніші із законів вкорінювалися в звичаях спартанців і державний лад достатньо окріп, щоб надалі зберігатися власними силами, то, подібно до бога у Платона, що звеселився побачивши виниклого всесвіту, що вперше прийшов в рух, Лікург був задоволений і захоплений красою і величчю свого законодавства, пущеного в хід і вже прийдешнього своїм шляхом, і побажав забезпечити йому безсмертя, непорушність в майбутньому — оскільки це доступно людському розумінню. Отже, зібравши всенародні Збори, він заявив, що тепер всьому повідомлена належна міра, що зробленого достатньо для добробуту і слави держави, але залишається ще одне питання, найважливіше і основніше, суть якого він відкриє співгромадянам лише після того, як запитає ради у бога. Хай вони неухильно дотримуються виданих законів і нічого в них не змінюють, поки він не повернеться з Дельф, він же, коли повернеться, виконає те, що повеліє бог.
Всі висловили згоду і просили скоріше відправлятися, і, прийнявши у царів і старійшин, а потім і у інших громадян присягу в тому, що, доки не повернеться Лікург, вони залишаться вірні існуючому ладу, він виїхав в Дельфи. Прибувши до оракула і принісши богові жертву, Лікург запитав, чи хороші його закони і чи достатні для того, щоб привести місто до добробуту і етичної досконалості. Бог відповідав, що і закони хороші, і місто буде перебувати на вершині слави, якщо не змінить Лікургієвий устрій. Записавши прорікання, Лікург відіслав його до Спарти, а сам, знову принісши жертву богові і попрощавшись з друзями і з сином, вирішив не звільняти співгромадян від їх клятви і для цього добровільно померти: він досяг віку, коли можна ще продовжувати життя, але можна і покинути його, тим паче що всі його задуми прийшли, мабуть, до щасливого завершення.
Він уморив себе голодом, твердо вірячи, що навіть смерть державного чоловіка не має бути даремна для держави, що самій кончині його належить бути не безвольним підпорядкуванням, але етичним діянням. Для нього, розсудив він, після прекрасних подвигів, які він здійснив, ця смерть буде справді вінцем успіху і щастя, а для співгромадян, що присягнулися зберігати вірність його встановленням, поки він не повернеться, вартовим тих благ, які він доставив їм за життя. І Лікург не помилився в своїх розрахунках. Спарта перевершувала всі грецькі міста благозаконням і славою впродовж п'ятисот років, поки дотримувалася законів Лікурга, в яких жоден з чотирнадцяти царів, що правили після нього, аж до Агида, сина Архидама, нічого не змінив. Створення посади ефорів послужило не послабленню, але зміцненню держави: воно лише на перший погляд було поступкою народу, насправді ж — підсилило аристократію.
У царювання Агида монета вперше проникла до Спарти, а разом з нею повернулися користолюбство і користолюбство, і все з вини Лісандра. Особисто він був недоступний владі грошей, але наповнив вітчизну пристрастю до багатства і заразив розкішшю, привізши — в обхід законів Лікурга — з війни золото і срібло. Раніше, проте, коли ці закони залишалися в силі, Спарта вела життя не звичайного міста, але скоріше за великодосвідченого і мудрого чоловіка, або, кажучи ще точніше, подібно до того як Геракл в піснях поетів обходить всесвіт з однією лише дубиною і шкурою на плечах, караючи несправедливих і кровожерних тиранів, так само точно Лакедемон за допомогою палки-скитали і простого плаща очолював Грецію, добровільно і охоче йому підкорялася, скидав беззаконну і деспотичну владу, вирішував спори тих, що воюють, заспокоював бунтівників, часто навіть щитом не ворухнувши, але відправивши одного-єдиного посла, розпорядженням якого всі негайно покорялися, мов бджоли, при появі матки що дружно збираються і займають кожна своє місце. Такі були процвітаючі в місті благозаконня і справедливість.
Тим більше вражають мене деякі письменники, що затверджують, ніби спартанці відмінно виконували накази, але самі наказувати не уміли, і з схваленням що посилаються на царя Феопомпа, який у відповідь на чиїсь слова, що Спарту зберігає тверда влада царів, сказав: «Ні, вірніше, слухняність громадян». Люди недовго слухаються тих, хто не може начальникувати, і покора — це мистецтво, якому учить володар. Хто добре веде, за тим і йдуть добре, і як майстерність приборкувача коней полягає в тому, щоб зробити коня покірливим і смирним, так завдання пануючи — вселяти покірність, лакедемоняни ж вселяли іншим не тільки покірність, але і бажання покорятися. Ну та, адже у них просили не кораблів, не грошей, не гоплитів, а лише спартанського полководця і, отримавши, зустрічали його з повагою і боязню, як сицилійці Гиліппа, жителі Халкіди — Брасида, а все грецьке населення Азії — Лісандра, Каллікратіда і Агесилая. Цих полководців називали управителями і наставниками народів і властей всієї землі, і на державу спартанців поглядали як на дядька, вчителя гідного життя і мудрого управління. На це, мабуть, жартівливо натякає Стратонік, пропонуючи закон, за яким афінянам ставиться в обов'язок справляти таїнства і влаштовувати ходи, елейцям — бути суддями на іграх, оскільки в цих заняттях вони не знають собі рівних, а якщо ті або інші в чому провиняться — сікти лакедемонян. Але це, зрозуміло, пустотлива насмішка, не більш. А ось Есхін, послідовник Сократа, бачивши, як хваляться і чваняться фіванці своєю перемогою при Льовктрах, зауважив, що вони нічим не відрізняються від хлопчиськ, які тріумфують, роздувши свого дядька.
Втім, не це було головною метою Лікурга — він зовсім не прагнув поставити своє місто на чолі величезного числа інших, але, вважаючи, що благоденствування як окремої людини, так і цілої держави є наслідком етичної висоти і внутрішньої згоди, все направляв до того, щоб спартанці якомога довше залишалися вільними, ні від кого не залежними і розсудливими. На тих же підставах будували свою державу Платон, Діоген, Зенон і взагалі всі, хто про це говорив і чиї праці здобували похвалу. Але після них залишилися одні лише писання та мови, а Лікург не в писаннях і не в мовах, а на ділі створив державу, рівного якому не було і нема, явивши очам тих, хто не вірить в існування дійсного мудреця, ціле місто, зраджене філософії. Цілком зрозуміло, що він перевершує славою всіх греків, які коли-небудь виступали на державному терені. От чому Арістотель і стверджує, що Лікург не отримав в Лакедемоні всього, що належить йому по праву, хоча почесті, що надаються спартанцями своєму законодавцеві, надзвичайно великі: йому споруджено храм і щорічно приносяться жертви, як богові. Розповідають, що, коли останки Лікурга були перенесені на батьківщину, в гробницю вдарила блискавка. Згодом це не випадало на честь нікому із знаменитих людей, окрім Евріпіда, померлого і похороненого в Македонії поблизу Аретуси. З ним одним трапилося після смерті те ж, що колись — з найчистішим і найлюб'язнішим богам людиною, і в очах пристрасних прихильників Евріпіда — це велике знамення, що служить виправданням їх палкої прихильності.
Помер Лікург, за словами деяких письменників, в Кирі, Аполлофемід повідомляє, що незадовго до смерті він прибув в Еліду, Тімей і Арістоксен — що останні дні його життя пройшли на Криті; Арістоксен пише, що критяни навіть показують його могилу поблизу Пергама біля великої дороги. Він залишив єдиного сина на ім'я Антіор, який помер бездітним, і рід Лікурга припинився. Але друзі і близькі, щоб продовжити його праці, заснували суспільство, яке існувало довгий час, і дні, в які вони збиралися, називали «Лікургидами». Аристократ, син Гиппарха, говорить, що, коли Лікург помер на Криті, ті, хто приймав його у себе, спалили тіло і прах розвіяли над морем; таке було його прохання, бо він побоювався, як би, якщо останки його перевезуть до Лакедемон, там не сказали, що, мовляв, Лікург повернувся і клятва втратила свою силу, і під цим приводом не внесли б зміни до створеного ним ладу.